# Proces legislacyjny w Polsce

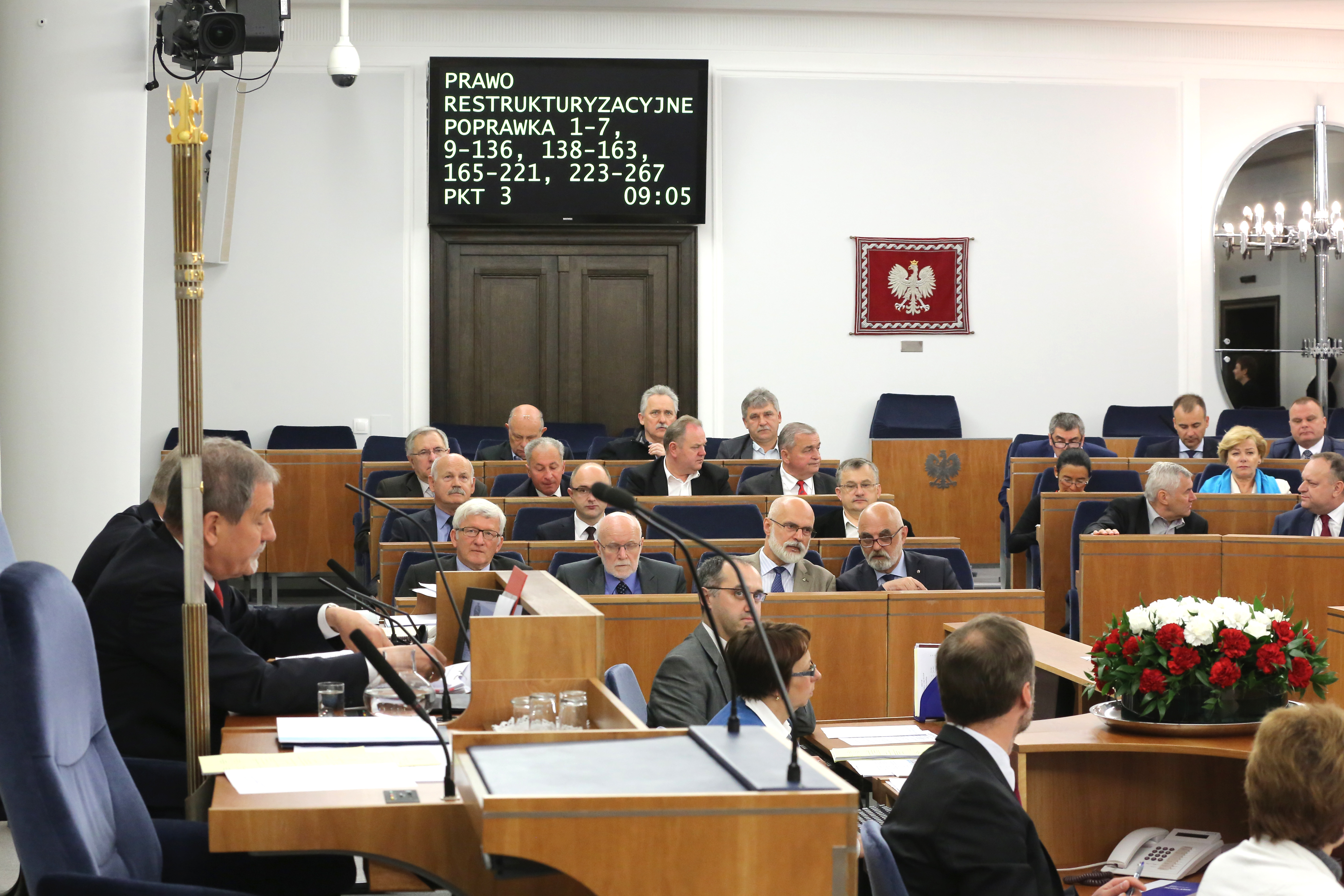
Głosowanie poprawek do ustawy – Prawo restrukturyzacyjne w Senacie (2015)

Proces legislacyjny w Polsce (proces tworzenia prawa w Polsce) – sposób uchwalania ustaw, określony ściśle przez Konstytucję, Regulamin Sejmu i Regulamin Senatu.

## Przebieg

### Inicjatywa ustawodawcza
Pierwszy etap procesu legislacyjnego rozpoczyna się od wniesienia inicjatywy ustawodawczej, czyli projektu ustawy zgłaszanego przez uprawnione do tego organy, instytucje i grupy: prezydenta RP, Radę Ministrów, Senat, co najmniej 15 posłów, komisję sejmową (niezależnie od liczebności) lub co najmniej 100 tysięcy obywateli mających prawo wybierania do Sejmu.

### Prace w Sejmie
Przedstawiony projekt ustawy rozpatrywany jest w trzech czytaniach. Czas rozpatrywania przez Sejm projektu ustawy ograniczony jest wyłącznie długością jego kadencji.
Pierwsze czytanie może się odbyć nie wcześniej niż siódmego dnia od doręczenia posłom druku projektu, chyba że Sejm lub komisja postanowią inaczej. Przeprowadza się je na posiedzeniu właściwej przedmiotowo komisji sejmowej, z wyjątkiem projektów ustaw dotyczących m.in. Konstytucji, praw i wolności obywatelskich, prawa wyborczego, ustaw budżetowych i podatkowych pociągających za sobą istotne skutki finansowe, organów państwa i samorządu terytorialnego, których czytanie odbywa się na plenarnym posiedzeniu Sejmu. Jeżeli pierwsze czytanie ma odbyć się na posiedzeniu komisji, Prezydium Sejmu przesyła projekt ustawy do odpowiedniej komisji.
Komisja sejmowa opracowuje sprawozdanie, w którym oceniany jest projekt ustawy. Komisja wnosi w sprawozdaniu o przyjęcie projektu bez poprawek albo o przyjęcie z poprawkami (opracowuje wówczas tekst ujednolicony projektu), albo wreszcie o jego odrzucenie. Po dyskusji i wprowadzeniu poprawek przez komisję, następuje drugie czytanie. Może się ono odbyć nie wcześniej niż siódmego dnia od doręczenia posłom sprawozdania komisji, chyba że Sejm postanowi inaczej. Obejmuje ono przedstawienie Sejmowi sprawozdania komisji o projekcie ustawy, debatę oraz zgłaszanie poprawek i wniosków.
Trzecie czytanie projektu obejmuje: 
- przedstawienie dodatkowego sprawozdania komisji lub – jeżeli projekt nie został ponownie skierowany do komisji – przedstawienie przez posła sprawozdawcę poprawek i wniosków zgłoszonych podczas drugiego czytania
- głosowanie.

Porządek głosowania jest następujący:
- głosowanie wniosku o odrzucenie projektu w całości, jeżeli wniosek taki został postawiony
- głosowanie poprawek do poszczególnych artykułów, przy czym w pierwszej kolejności głosuje się poprawki, których przyjęcie lub odrzucenie rozstrzyga o innych poprawkach
- głosowanie projektu w całości w brzmieniu zaproponowanym przez komisje, ze zmianami wynikającymi z przegłosowanych poprawek.

Sejm uchwala ustawy zwykłą większością głosów w obecności co najmniej połowy ustawowej liczby posłów (tj. 230), chyba że Konstytucja przewiduje inną większość.
Sejm w szczególnie uzasadnionych wypadkach może skrócić postępowanie z projektami ustaw przez:
- przystąpienie do pierwszego czytania niezwłocznie po otrzymaniu przez posłów projektu
- przystąpienie do drugiego czytania niezwłocznie po zakończeniu pierwszego bez odsyłania projektu do komisji
- przystąpienie do drugiego czytania niezwłocznie po otrzymaniu przez posłów druku sprawozdania komisji.

### Prace w Senacie i rozpatrzenie jego stanowiska przez Sejm
Ustawę uchwaloną przez Sejm Marszałek Sejmu przekazuje Senatowi, który może wnieść do niej poprawki, przyjąć ją bez zmian lub odrzucić w całości. Jeżeli Senat w ciągu 30 dni (20 dla ustawy budżetowej i 14 dla ustawy w trybie pilnym) nie podejmuje stosownej uchwały, ustawę uważa się za uchwaloną w brzmieniu przyjętym przez Sejm.
Nie jest określony maksymalny czas na rozpatrzenie przez Sejm stanowiska Senatu, wobec czego czas ten jest ograniczony wyłącznie długością kadencji, jednakże w przypadku ustawy pilnej rozpatruje się je na najbliższym posiedzeniu Sejmu.
Jeżeli Senat odrzuci ustawę lub zaproponuje w niej poprawki, Sejm może odrzucić uchwałę Senatu albo poprawki bezwzględną większością głosów w obecności minimum połowy ustawowej liczby posłów. Jeśli poprawki Senatu nie zostaną odrzucone, uwzględnia się je w ostatecznym tekście ustawy. Gdy Sejm nie odrzuci uchwały Senatu o odrzuceniu ustawy, postępowanie ustawodawcze zostaje zakończone, a ustawa odrzucona.

### Rola Prezydenta RP w procesie legislacyjnym
Kolejnym etapem jest przedstawienie przez Marszałka Sejmu uchwalonej ustawy do podpisu Prezydenta RP, który w ciągu 21 dni (7 dla ustawy budżetowej i dla ustawy w trybie pilnym) zarządza jej ogłoszenie w Dzienniku Ustaw RP.
Prezydentowi RP przysługują jednak dodatkowe kompetencje. Może on przed podpisaniem ustawy wystąpić do Trybunału Konstytucyjnego z wnioskiem w sprawie oceny jej zgodności z Konstytucją (jeżeli jest zgodna, musi ją podpisać). Jeżeli ustawa jest niezgodna, odmawia jej podpisania. Gdy niezgodne są tylko jej części, Prezydent RP podpisuje ją z pominięciem przepisów uznanych za niezgodne z Konstytucją albo zwraca Sejmowi w celu ich poprawy.
W przypadku zwrócenia się Prezydenta RP do Trybunału Konstytucyjnego o zbadanie zgodności ustawy budżetowej z Konstytucją, Trybunał Konstytucyjny orzeka nie później niż w ciągu dwóch miesięcy od dnia złożenia wniosku przez Prezydenta RP.
Prezydent RP może też odmówić podpisania ustawy (weto) i z umotywowanym wnioskiem przekazać ją do Sejmu w celu ponownego rozpatrzenia. Prawo weta nie obejmuje ustawy budżetowej i ustawy zmieniającej Konstytucję. Czas rozpatrywania wniosku Prezydenta RP ograniczony jest tylko długością kadencji Sejmu, jednakże w przypadku ustawy pilnej Sejm powinien rozstrzygnąć ten wniosek w ciągu 7 dni od dnia jego wpłynięcia.
Jeśli Sejm większością 3/5 głosów w obecności co najmniej połowy ustawowej liczby posłów ponownie uchwali ustawę, prezydent RP ma obowiązek podpisać ją w ciągu 7 dni, po czym zarządza jej publikację w Dzienniku Ustaw. Jeżeli ustawa nie zostanie ponownie uchwalona, postępowanie ustawodawcze jest zakończone, a ustawa odrzucona.

### Promulgacja i wejście w życie ustawy
Publikacja w Dzienniku Ustaw RP jest warunkiem wejścia ustawy w życie. Ustawa wchodzi w życie po upływie 14 dni od dnia jej ogłoszenia, chyba że sama stanowi inaczej.

## Statystyki aktów prawnych
W 2016 r. w życie weszło 31.906 stron maszynopisu ustaw i rozporządzeń (w 2015 r. było to 29.843), tj. najwięcej od 1989 r., gdy wydano 1.186 stron. W pierwszym półroczu 2017 r. weszło w życie 17.440 stron maszynopisu ustaw i rozporządzeń, czyli średnio 7 nowych aktów prawnych z tego rodzaju. Produkcja aktów prawnych w Polsce jest ponad 50-krotnie większa niż w Szwecji.